# 58672 Remigio
58672 Remigio este un asteroid din centura principală de asteroizi.

## Descriere
58672 Remigio este un asteroid din centura principală de asteroizi. A fost descoperit pe 28 decembrie 1997 la Monte Viseggi la Observatorul astronomic din Monte Viseggi. Asteroidul prezintă o orbită caracterizată de o semiaxă mare de 2,62 ua, o excentricitate de 0,24 și o înclinație de 12,2° în raport cu ecliptica.